# Podhale
Podhale kulturális régió Lengyelország déli részén, a Kis-lengyelországi vajdaságban. Krakkótól 65 km-re délre, a Tátra északi lábánál fekszik az itt összefolyó Fekete-Dunajec és Fehér-Dunajec, valamint a Białka folyók által közrezárt medencében.
A Magyar Királyság határos volt vele. Napjainkban Szlovákiával határos.

## Fekvés
Podhalét északon a Gorce-hegy és a Gorce Nemzeti Park (lengyelül: Gorczański Park Narodowy) határolja. A podhalei táj meghatározó elemei errefelé a tőzegmocsarak és az üledékes hordalékkúpok. A régió déli részét viszont Sziklás Podhalénak (Skalne Podhale) nevezik, a terület Bukowina Tatrzańskától és Brzegitől Zakopanén át Kościelskoig és Witówig terül el. A többi rész elnevezése Alacsony-Podhale (Niżne Podhale).
Fontosabb települések a régióban: Nowy Targ (Podhale történelmi fővárosa), Czarny Dunajec, Ludźmierz, Zakopane, Biały Dunajec, Szaflary, Białka Tatrzańska, Bukowina Tatrzańska, Poronin, Chochołów, Witów és Gronków.
A régió tengerszint feletti magassága 600-900 méter között van. Januárban az átlagos hőmérséklet -6 °C, júliusban viszont viszonylag magas, 16 °C. Télen jellemző a párásság és a köd, a nyár száraz.

## Kultúra
Az évszázadok alatt a régióban élő szabad goráloknak gazdag népi kultúrája fejlődött ki. A kurpiei és łowicki népcsoportokhoz hasonlóan mindez a jelentős szabadságukban gyökeredzett.

## Német kolonizáció
A régió településeiről szóló első feljegyzések a 13. századból valók. I. Henrik lengyel fejedelem 1251. évi oklevele Teodor Gryfita krakkói vajdáról és az idetelepülő német telepesekről szól.

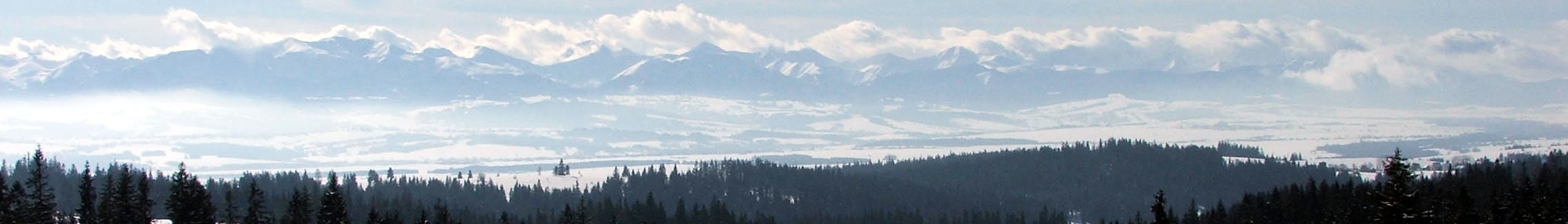
A Tátra-hegység Nowy Targ felől

## Fordítás
- Ez a szócikk részben vagy egészben az Podhale című lengyel Wikipédia-szócikk ezen változatának fordításán alapul.  Az eredeti cikk szerkesztőit annak laptörténete sorolja fel. Ez a jelzés csupán a megfogalmazás eredetét és a szerzői jogokat jelzi, nem szolgál a cikkben szereplő információk forrásmegjelöléseként.